# A cara o cruz (álbum)
A cara o cruz es el quinto álbum de la banda de heavy metal española Ángeles del Infierno, publicado el año 1993.

## Alineación
- Juan Gallardo: voz
- Robert Álvarez: guitarra solista
- Santi Rubio: bajo y coros
- Guillermo Pascual: guitarra rítmica y teclados
- Toni Montalvo: batería

## Lista de canciones
| N.º | Título                          | Escritor(es)                  | Duración |  |
| 1.  | «317»                           | Robert Álvarez                | 3:56     |  |
| 2.  | «Las Calles De Mi Barrio»       | Robert Álvarez, Juan Gallardo | 4:21     |  |
| 3.  | «A Cara O Cruz»                 | Robert Álvarez                | 3:36     |  |
| 4.  | «Rompe Con Todo Esto»           | Robert Álvarez, Juan Gallardo | 3:57     |  |
| 5.  | «Jugando Al Amor»               | Robert Álvarez, Juan Gallardo | 3:49     |  |
| 6.  | «Sexo En Exceso (Introducción)» | Robert Álvarez                | 0:18     |  |
| 7.  | «Sexo En Exceso»                | Robert Álvarez                | 2:36     |  |
| 8.  | «Detrás De Las Puertas Del Mal» | Robert Álvarez, Juan Gallardo | 3:04     |  |
| 9.  | «Desconocido»                   | Guillermo Pascual             | 3:38     |  |
| 10. | «En Un Sueño»                   | Robert Álvarez, Juan Gallardo | 4:42     |  |
| 11. | «Chico Tal...»                  | Robert Álvarez, Juan Gallardo | 3:36     |  |

## Sencillos
- "A cara o cruz"
- "Sexo en exceso"
- "Jugando al amor"

## Créditos
- Tom Bender y Stephan Galfas: ingenieros
- Stephan Galfas y Tom Bender: mezclado
- Deborah Reynolds: asistente de producción
- Fiona Sanders Reece: coordinadora de producción para FSR Management
- John Montagnese: coordinador del proyecto
- Kate Broudy: asistente
- George Marino: masterizado en Sterling Sound, Nueva York
- Stephan Galfas y Ángeles Del Infierno: arreglos
- David Scrambled y Mark: programas adicionales
- Ángeles del Infierno: coros
- J.M. Barrera: portada

- Datos: Q2663533